# Противостояние (сериал, 2024)
«Противостоя́ние» — российский детективный телесериал режиссёра Тимура Алпатова, снятый по одноимённому роману Юлиана Семёнова. Главные роли в нём сыграли Владимир Вдовиченков и Алексей Гуськов. Премьера состоялась 26 сентября 2024 года в онлайн-кинотеатрах «Кино1ТВ», Иви и «Кинопоиск».

## Сюжет
Полковник Владислав Костенко и его помощник, молодой лейтенант Константин Тадава, в мае 1979 года командируются в Магадан для расследования необычного убийства — найдено расчлененное тело мужчины. Метод убийцы выводит их на аналогичный случай, произошедший в конце Великой Отечественной войны, когда под Бреслау было обнаружено тело неизвестного.
Следователи попытаются нащупать связь времён и поймать убийцу.
Им оказывается некто Кротов — в прошлом солдат Красной армии, добровольно перешедший на сторону врага в 1941 году. Благодаря спецподготовке, полученной в немецкой разведшколе, в конце войны он смог скрыться от правосудия и жил под чужим именем.

## Актёры и роли
В главных ролях
| Актёр                | Роль                                                            |
| -------------------- | --------------------------------------------------------------- |
| Владимир Вдовиченков | Владислав Николаевич Костенко полковник                         |
| Алексей Гуськов      | Николай Иванович Кротов                                         |
| Александр Аверин     | Николай Кротов в молодости                                      |
| Денис Нурулин        | Константин Тадава лейтенант                                     |
| Дмитрий Куличков     | Алексей Иванович Жуков майор уголовного розыска                 |
| Сергей Газаров       | Серго Давидович Сухишвили начальник уголовного розыска в Сухуми |
| Игорь Хрипунов       | Михаил Иванович Гончаров крановщик                              |
| Карина Андоленко     | Анна Кузьминична Петрова                                        |
| Ангелина Поплавская  | Кира Королёва журналистка молодёжной газеты                     |

Остальные
| Актёр                          | Роль                                                                                   |
| ------------------------------ | -------------------------------------------------------------------------------------- |
| Елена Оболенская               | Мария Викторовна Костенко жена Владислава                                              |
| Кира Насонова                  | Ариша Костенко дочь Владислава и Марии                                                 |
| Сергей Фролов                  | Алексей Францевич Крабовский профессор                                                 |
| Дмитрий Быковский              | Григорий Дмитриевич Загибалов                                                          |
| Янина Бушина                   | Загибалова                                                                             |
| Артур Иванов                   | Спиридон Калинович Дерябин                                                             |
| Александр Сирин                | Павел Артёмович Павличук профессор                                                     |
| Михаил Бочаров                 | Григорий Милинко                                                                       |
| Екатерина Сёмина               | Глафира Милинко в молодости мать Григория                                              |
| Людмила Чиркова                | Глафира Андреевна Милинко мать Григория                                                |
| Хельга Филиппова               | Елена Тимофеевна Кротова                                                               |
| Светлана Смирнова-Кацагаджиева | Ирина Николаевна Евсеева                                                               |
| Александр Нестеров             | Роман Журавлёв                                                                         |
| Ксения Роменкова               | Диана Сергеевна Журавлёва                                                              |
| Анна Исманова                  | Дора Семёновна Котова влюблённая в Михаила Гончарова                                   |
| Михаил Мартьянов               | Володя Григорьев                                                                       |
| Александра Титова              | Зина Григорьева                                                                        |
| Михаил Салин                   | Фёдор Саков друг Григорьевых                                                           |
| Валерий Скорокосов             | Павел Владимирович Северский отец погибшего лейтенанта морской пехоты Игоря Северского |
| Андрей Курносов                | начальник таксопарка                                                                   |
| Дмитрий Марин                  | Виктор Бутурлин коллега Кротова, таксист                                               |
| Дмитрий Блохин                 | Геннадий Цыпкин коллега и приятель Кротова, таксист                                    |
| Ольга Немогай                  | Татьяна Сидоренко сводная сестра Кротова                                               |
| Антон Сёмкин                   | Егор Кузьмич Пастухов сводный брат Петровой, штурман дальнего плавания                 |
| Дмитрий Шиляев                 | Юмашев одноклассник Кротова                                                            |
| Дмитрий Ковган                 | Юмашев в молодости одноклассник Кротова                                                |
| Егор Сазыкин                   | Гоша (Егор) Козел секретарь комсомольской организации                                  |
| Татьяна Владимирова            | Александра Егоровна Хивчук учительница Кротова                                         |
| Юлия Бедарева                  | Хивчук в молодости                                                                     |
| Наталья Рева-Рядинская         | эксперт-почерковед                                                                     |
| Игорь Андреев                  | Женя Гольштейн                                                                         |
| Дмитрий Брауэр                 | Уго                                                                                    |
| Кирилл Соляник                 | Обершутце СС                                                                           |
| Анатолий Батаев                | Густав Гетце                                                                           |
| Любава Аристархова             | Фрау Пикендац                                                                          |
| Дмитрий Ячевский               | Пауль Велер                                                                            |
| Владимир Долинский             | Сергей Альбертович логопед                                                             |
| Пётр Черняев                   | Врач                                                                                   |
| Евгений Харитонов              | отец Кротова                                                                           |
| Светлана Смирнова-Марцинкевич  | мама Кротова                                                                           |
| Евгений Писарев                | Коля Кротов                                                                            |
| Александр Борисов              | Юлиан Семёнов                                                                          |

## Создание и релиз
Идея вновь экранизировать одноимённый роман Юлиана Семёнова появилась у продюсера сериала, генерального директора «Первого канала» Константина Эрнста в 2021 году. Съёмки проходили в Москве, Санкт-Петербурге и Абхазии. В кадре — озеро Рица и серпантинная дорога на Рицу, Гудаута, порт, аэропорт и набережная в Сухуми. Также снимали на даче Горбачёва в Мюссере.
По словам режиссёра сериала Тимура Алпатова, новая экранизация романа Юлиана Семёнова отличается от советского сериала 1985 года с технической точки зрения.
Мы максимально старались сделать стильно, в духе современного времени, использовали ускоренный монтаж, определённую оптику, снимали широким кадром, выбирали интересные локации, потому что история — она самодостаточна, но нужно было ещё её красиво снять и красиво представить. Мы надеемся, что наше изображение и наш подход к этому сюжету, такой осовремененный, будет понятен.
22 июня 2024 года сериал был показан в конкурсной программе VI фестиваля сериалов «Пилот» в Иваново.
26 сентября 2024 года состоялась премьера сериала в онлайн-кинотеатрах «Кино1ТВ», Иви и «Кинопоиск» в версии 18+. На «Кино1ТВ» и Иви в первый день разместили все восемь серий, на «Кинопоиске» — только две первых серии, остальные — по одной серии в неделю по четвергам. 18 ноября сериал вышел в телеэфире «Первого канала».

## Критика
У новой экранизации в этом смысле нет шансов, и потому возникает закономерный вопрос — зачем вообще было её делать? Ответ один, но конспирологический: чтобы вы наконец посмотрели многосерийный фильм 1985 года, если по каким-то причинам не сделали этого раньше. Более современного и страшного сериала в России и о России пока ещё не снято.
— Василий Степанов

## Призы и награды
| Год  | Премия                                  | Категория                      | Номинант             | Результат |
| ---- | --------------------------------------- | ------------------------------ | -------------------- | --------- |
| 2024 | VI фестиваль сериалов «Пилот» в Иваново | Лучший режиссёр пилота сериала | Тимуру Алпатов       | приз      |
| 2025 | Золотой орёл                            | Лучший сериал онлайн-платформ  |                      | номинация |
| 2025 | Золотой орёл                            | Лучший актёр онлайн-сериала    | Владимир Вдовиченков | победа    |